# Кахалове ћелијe
Кахалове ћелијe или интерстицијалне Кахалове ћелије (акроним ICC енг. Intersticial Kajal cells) је тип интерстицијалних ћелија изведених из мезодерма, која се налази у гастроинтестиналном тракту. Постоје различити типови ових ћелија са различитим функцијама.
Број Кахалових ћелија се мења у зависности од узраста. Запажено је да волумен Кахалових ћелија у хуманом желуцу и колону у одраслом добу опада са годинама, без обзира на пол и локализацију у гастроинтестиналном тракту и то просечно за око 13% у свакој деценији живота. За сада не постоје референтне нормалне вредности за Кахалове ћелије пре свега због веома различитих приступа у њиховој анализи.

## Назив
Кахалове ћелијe назив су добиле по шпанском лекару, Сантијаго Рамон и Кахал добитнику Нобелове награде за медицину који их је открио у зиду црева, и установио да оне имају улогу у контроли миогене активности тако што посредују између моторних неурона и ћелијa глатких мишића.

## Ембриолошке и морфолошке карактеристике
Интерстицијске Кахалове ћелије су мезодермалног порекла и имају функцијуи пејсмејкер ћелије гастроинтестиналног тракта. У њима се генерише електрична активност која доводи до фазичних контракција. Оне учествују и у преносу моторних нервних инпута од ентеричног нервног система а имају улогу у преносу механичких сензација глатких мишићних ћелија.
Визуализују се имунохистохемијски применом анти-ц-кит антитела (CD117), када се позитивне ћелије уочавају у субсерози примитивног танког црева већ дванаестог ембрионалног дана. Колонизација CD117 позитивних ћелија у пределу средњег и задњег примитивног црева се уочава у деветој гестацијској недељи, а након колонизације црева и диференцијације 6 циркуларног мишићног слоја. Касни гестациони период између петнаестог и осамнаестог дана је вероватно кључан период за развој Кахалових ћелија јер тада CD117 позитивне прекурсорске ћелије добијају функционални фенотип интерстицијских Кахалових ћелија у зони дубоког субмукозног плексуса. Интерстицијске Кахалове ћелије су уметнуте између нервних влакана и мишићних ћелија (28). Са мишићним ћелијама Кахалове ћелије су повезане преко веза типа пукотинастих спојева.

### Врсте
Постојe три типа Кахалових ћелија:
Први тип (ICC-my) — су мијентеричне интерстицијалне ћелијe смештене у нивоу мијентеричког плексуса. не су пејсмејкери за мале брзе (12—20/min) осцилацијe мембранског потенцијала (MПO).
Други тип (ICCsm) - су субмукозне интерстицијалне ћелије које се налазе у близини субмукозног плексуса. Оне су пејсмејкери за споре таласе високих амплитуда (2—4/min).
Трећи тип (ICCim) — су интерстицијалне мишићне ћелије локализоване између циркуларног и лонгитудиналног мишићног слојa. Оне су главно циљно место за неуротрансмитере ослобођене из EMН и ИMН. Истовремено, оне појачавају споре таласе док се шире кроз мишићне слојеве. На тај начин ове ћелијe играју кључну улогу у интеграцији ненеуронске пејсмејкерске активности и неуронских утицајa на глатке мишиће.

## Значај
Сматра се да је смањени број Кахалових ћелија удружен са:
- Аноректалним малформацијама
- Поремећајима функцијe колона у оквиру Шагасове болести и Хиршпрунгове болест,
- Опстипацијом спорог транзита ( енг. „slow-transit constipation“).[24][25][26][27][28]

Утврђено је да неке врсте глатких мишићних ткива садрже Кахалове интерстицијалне ћелије, али уз неколико изузетака функција ових ћелија није позната и тренутно је подручје активног истраживања.